# Mannschaftskader der österreichischen Staatsliga im Schach 1983/84
Die österreichische Schachstaatsliga 1983/84 hatte folgende Spielermeldungen und Einzelergebnisse.
Aufgelistet sind nur Spieler, die mindestens einen Einsatz in der Saison hatten. In Einzelfällen kann die Reihenfolge von der hier angegebenen abweichen.

## Legende
Die nachstehenden Tabellen enthalten folgende Informationen:
- Nr.: Ranglistennummer.
- Titel: FIDE-Titel zu Saisonbeginn (Eloliste vom Juli 1983); GM = Großmeister, IM = Internationaler Meister, FM = FIDE-Meister, WGM = Großmeister der Frauen, WIM = Internationaler Meister der Frauen, WFM = FIDE-Meister der Frauen, CM = Candidate Master, WCM = Candidate Master der Frauen
- Elo: (FIDE-)Elo-Zahl zu Saisonbeginn (Eloliste vom Juli 1983), sofern vorhanden.
- Nation: Nationalität gemäß Eloliste vom Juli 1983
- G: Anzahl Gewinnpartien (kampflose Siege werden in den Einzelbilanzen berücksichtigt)
- R: Anzahl Remispartien
- V: Anzahl Verlustpartien (kampflose Niederlagen werden in den Einzelbilanzen nicht berücksichtigt)
- Pkt.: Anzahl der erreichten Punkte
- Partien: Anzahl der gespielten Partien
- Elo-Perf.: Turnierleistung der Spieler mit mindestens fünf Partien
- Normen: Erspielte Normen für FIDE-Titel

## SK VÖEST Linz
| Nr. | Titel | Name              | Elo  | Nation     | G  | R  | V | Pkt. | Partien | Elo- Perf. | Normen |
| --- | ----- | ----------------- | ---- | ---------- | -- | -- | - | ---- | ------- | ---------- | ------ |
| 01  | IM    | Georg Danner      | 2405 | Österreich | 10 | 5  | 0 | 12,5 | 15      | 2681       |        |
| 02  |       | Heinz Baumgartner | 2285 | Österreich | 5  | 3  | 5 | 6,5  | 13      | 2319       |        |
| 03  |       | Peter Roth        | 2290 | Österreich | 7  | 10 | 1 | 12   | 18      | 2293       |        |
| 04  |       | Friedrich Wöber   |      | Österreich | 3  | 3  | 4 | 4,5  | 10      | 2180       |        |
| 05  |       | Horst Niedermayr  | 2240 | Österreich | 2  | 3  | 2 | 3,5  | 07      |            |        |
| 06  |       | Ernst Schüller    | 2240 | Österreich | 5  | 2  | 2 | 6    | 09      |            |        |

## ASK Klagenfurt
| Nr. | Titel | Name           | Elo  | Nation     | G  | R | V | Pkt. | Partien | Elo- Perf. | Normen |
| --- | ----- | -------------- | ---- | ---------- | -- | - | - | ---- | ------- | ---------- | ------ |
| 01  | FM    | Franz Hölzl    | 2355 | Österreich | 4  | 2 | 4 | 5    | 10      | 2318       |        |
| 02  | FM    | Hans Singer    | 2325 | Österreich | 7  | 9 | 2 | 11,5 | 18      | 2461       |        |
| 03  |       | Kurt Petschar  | 2240 | Österreich | 5  | 5 | 6 | 7,5  | 16      | 2249       |        |
| 04  | FM    | Heimo Titz     | 2300 | Österreich | 10 | 4 | 2 | 12   | 16      |            |        |
| 05  |       | Johannes Leber | 2260 | Österreich | 4  | 4 | 3 | 6    | 11      |            |        |
| 06  |       | Krainer        |      | Österreich | 0  | 1 | 0 | 0,5  | 01      |            |        |

Anmerkung: Der Vorname des Spielers Krainer ließ sich nicht ermitteln.

## SK Merkur Graz
| Nr. | Titel | Name             | Elo  | Nation     | G | R  | V | Pkt. | Partien | Elo- Perf. | Normen |
| --- | ----- | ---------------- | ---- | ---------- | - | -- | - | ---- | ------- | ---------- | ------ |
| 01  | IM    | Walter Wittmann  | 2435 | Österreich | 6 | 6  | 4 | 9    | 16      | 2278       |        |
| 02  |       | Walter Pils      | 2380 | Österreich | 2 | 12 | 0 | 8    | 14      | 2325       |        |
| 03  | FM    | Horst Watzka     | 2335 | Österreich | 6 | 10 | 2 | 11   | 18      | 2266       |        |
| 04  |       | Peter Schrafl    |      | Österreich | 6 | 7  | 5 | 9,5  | 18      | 2271       |        |
| 05  |       | Klaus Hofmair    |      | Österreich | 1 | 1  | 0 | 1,5  | 02      |            |        |
| 06  |       | Reinhard Bachler |      | Österreich | 2 | 2  | 0 | 3    | 04      |            |        |

## SK Hietzing Wien
| Nr. | Titel | Name              | Elo  | Nation     | G | R  | V | Pkt. | Partien | Elo- Perf. | Normen |
| --- | ----- | ----------------- | ---- | ---------- | - | -- | - | ---- | ------- | ---------- | ------ |
| 01  | IM    | Andreas Dückstein | 2360 | Österreich | 4 | 0  | 2 | 4    | 06      |            |        |
| 02  | FM    | Karl Janetschek   | 2335 | Österreich | 1 | 1  | 0 | 1,5  | 02      |            |        |
| 03  |       | Ernst Swoboda     | 2235 | Österreich | 2 | 10 | 1 | 7    | 13      | 2354       |        |
| 04  | FM    | Adolf Herzog      | 2415 | Österreich | 0 | 0  | 1 | 0    | 01      |            |        |
| 05  |       | Herbert Zöbisch   | 2240 | Österreich | 7 | 8  | 3 | 11   | 18      | 2337       |        |
| 06  |       | Ulrich Steiner    | 2260 | Österreich | 9 | 4  | 5 | 11   | 18      | 2256       |        |
| 07  |       | Anton Strauß      | 2220 | Österreich | 4 | 8  | 2 | 8    | 14      |            |        |

## SK Austria Wien
| Nr. | Titel | Name               | Elo  | Nation     | G | R | V | Pkt. | Partien | Elo- Perf. | Normen |
| --- | ----- | ------------------ | ---- | ---------- | - | - | - | ---- | ------- | ---------- | ------ |
| 01  |       | Klaus Opl          | 2285 | Österreich | 5 | 4 | 3 | 7    | 12      | 2404       |        |
| 02  | FM    | Werner Mikenda     | 2315 | Österreich | 0 | 7 | 1 | 3,5  | 08      | 2256       |        |
| 03  |       | Johann Pöcksteiner | 2280 | Österreich | 6 | 7 | 5 | 9,5  | 18      | 2147       |        |
| 04  |       | Günter Miniböck    | 2285 | Österreich | 5 | 2 | 3 | 6    | 10      |            |        |
| 05  |       | Karl Grillitsch    | 2270 | Österreich | 8 | 4 | 2 | 10   | 14      | 2310       |        |
| 06  |       | Adolf Denk         |      | Österreich | 3 | 3 | 2 | 4,5  | 08      |            |        |
| 07  |       | Manfred Schumi     |      | Österreich | 0 | 2 | 0 | 1    | 02      |            |        |

## Union Styria Graz
| Nr. | Titel | Name              | Elo | Nation     | G | R | V | Pkt. | Partien | Elo- Perf. | Normen |
| --- | ----- | ----------------- | --- | ---------- | - | - | - | ---- | ------- | ---------- | ------ |
| 01  |       | Manfred Raffalt   |     | Österreich | 2 | 4 | 9 | 4    | 15      | 2171       |        |
| 02  |       | Josef Draxler     |     | Österreich | 3 | 9 | 5 | 7,5  | 17      | 2232       |        |
| 03  |       | Alexander Dohr    |     | Österreich | 8 | 2 | 8 | 9    | 18      | 2153       |        |
| 04  |       | Klaus Nickl       |     | Österreich | 4 | 6 | 4 | 7    | 14      | 2259       |        |
| 05  |       | Leo Weiß          |     | Österreich | 5 | 1 | 1 | 5,5  | 07      |            |        |
| 06  |       | Alexander Fauland |     | Österreich | 0 | 0 | 1 | 0    | 01      |            |        |

## 1. SSK Mozart
| Nr. | Titel | Name              | Elo  | Nation     | G | R  | V | Pkt. | Partien | Elo- Perf. | Normen |
| --- | ----- | ----------------- | ---- | ---------- | - | -- | - | ---- | ------- | ---------- | ------ |
| 01  |       | Reinhard Hanel    |      | Österreich | 3 | 10 | 5 | 8    | 18      | 2261       |        |
| 02  |       | Josef Klinger     | 2275 | Österreich | 5 | 7  | 4 | 8,5  | 16      | 2282       |        |
| 03  |       | Heinz Peterwagner |      | Österreich | 6 | 5  | 7 | 8,5  | 18      | 2162       |        |
| 04  |       | Engelbert Schöppl |      | Österreich | 5 | 4  | 7 | 7    | 16      | 2115       |        |
| 05  |       | Johann Bauer      |      | Österreich | 1 | 1  | 2 | 1,5  | 04      |            |        |

## WSV-ATSV Ranshofen
| Nr. | Titel | Name                  | Elo  | Nation     | G | R  | V | Pkt. | Partien | Elo- Perf. | Normen |
| --- | ----- | --------------------- | ---- | ---------- | - | -- | - | ---- | ------- | ---------- | ------ |
| 01  | IM    | Arne Dür              | 2390 | Österreich | 5 | 8  | 1 | 9    | 14      | 2421       |        |
| 02  |       | Josef Ager            | 2260 | Österreich | 2 | 12 | 4 | 8    | 18      | 2234       |        |
| 03  |       | Andreas Druckenthaner |      | Österreich | 5 | 6  | 7 | 8    | 18      | 2106       |        |
| 04  |       | Herbert Doppelhammer  |      | Österreich | 0 | 5  | 9 | 2,5  | 14      | 1884       |        |
| 05  |       | Wolfgang Hackbarth    |      | Österreich | 0 | 4  | 2 | 2    | 06      |            |        |
| 06  |       | Hubert Ebner          |      | Österreich | 0 | 0  | 2 | 0    | 02      |            |        |

## SK St. Pölten
| Nr. | Titel | Name             | Elo  | Nation     | G | R | V | Pkt. | Partien | Elo- Perf. | Normen |
| --- | ----- | ---------------- | ---- | ---------- | - | - | - | ---- | ------- | ---------- | ------ |
| 01  |       | Ernst Weinzettl  | 2290 | Österreich | 2 | 6 | 8 | 5    | 16      | 2157       |        |
| 02  |       | Karl Röhrl       | 2290 | Österreich | 4 | 7 | 3 | 7,5  | 14      | 2264       |        |
| 03  |       | Felix Winiwarter |      | Österreich | 1 | 5 | 7 | 3,5  | 13      | 1962       |        |
| 04  |       | Anton Staindl    |      | Österreich | 0 | 0 | 1 | 0    | 01      |            |        |
| 05  |       | Johann Haas      |      | Österreich | 1 | 6 | 5 | 4    | 12      | 2118       |        |
| 06  |       | Erich Wallner    |      | Österreich | 4 | 1 | 2 | 4,5  | 07      |            |        |
| 07  |       | Friedrich Knapp  |      | Österreich | 0 | 7 | 2 | 3,5  | 09      |            |        |

## SC Inter Salzburg
| Nr. | Titel | Name                 | Elo  | Nation      | G | R | V  | Pkt. | Partien | Elo- Perf. | Normen |
| --- | ----- | -------------------- | ---- | ----------- | - | - | -- | ---- | ------- | ---------- | ------ |
| 01  |       | Guido Kaspret        | 2250 | Österreich  | 4 | 1 | 3  | 4,5  | 08      |            |        |
| 02  |       | Dietrich König       |      | Deutschland | 3 | 7 | 8  | 6,5  | 18      | 2192       |        |
| 03  |       | Franz Hager          |      | Österreich  | 2 | 4 | 12 | 4    | 18      | 2069       |        |
| 04  |       | Hermann Hamberger    |      | Österreich  | 2 | 7 | 8  | 5,5  | 17      | 2101       |        |
| 05  |       | Wolfgang Schwaninger |      | Österreich  | 1 | 1 | 5  | 1,5  | 07      |            |        |
| 06  |       | Egon Brestian        |      | Österreich  | 0 | 1 | 3  | 0,5  | 04      |            |        |